# Venerina muholovka
Venerina muholovka (lat. Dionaea muscipula, eng. Venus flytrap) najpoznatija je biljka mesožderka na svijetu. Otkrivena je na prijelazu 18./19. st. u Sjevernoj i Južnoj Karolini, u SAD-u.

## Izgled
Biljka ima rozetu prizemnih listova koji izrastaju iz kratkog podanka (rizome) koji nije razgranat. Plojka lista neobičnom granom je prilagođena hvatanju kukaca. Plojka je sastavljena od dvije polovice (zaklopca) koje na rubovima nose čvrste čekinje (zupce), koje su povezane glavnim rebrom i mogu se brzo zaklopiti i tako uhvatiti kukca koji se kreće po unutarnjoj strani klopke. Listovi venerine muholovke narastu od 6 – 15 cm. Cvjetovi su bijeli, ima ih 3 – 10 na jednoj cvjetnoj stapci koja je visoka 15 – 45 cm. Biljke cvatu tek kad navrše 6 – 7 godina života. Zimi su listovi, pa tako i cijela biljka, mali ili listova uopće nema i biljka prezimi mirujući, a na proljeće iz podanka ponovo rastu novi listovi. 

## Hranjenje
Biljka privlači kukce slatkim sokom (nektarom) koji se izlučuje na rubovima klopke i crvenkastom bojom lista-klopke. Kad kukac sleti na klopku, ona se neće odmah zatvoriti. Potrebno je da kukac hodajući dodirne i time podraži dvije od tri osjetne dlačice, koje se nalaze u sredini svakog zaklopca, blizu glavnog rebra. Tek tada klopka se brzo zatvori i ulovi kukca. Ako kukac uspije pobjeći, klopka će se otvoriti polagano, nakon otprilike dva sata. Ako je kukac ulovljen, biljka će iz posebnih žlijezda izlučivati posebne enzime  koji razgrađuju bjelančevine uhvaćene životinje. Proces probavljanja traje od 4 do 10 dana. Jedan listić odnosno klopka dok ne uvene može probaviti 3 do 4 insekta. Posebna skupina žlijezda upija tako probavljene tvari koje biljka koristi kao dodatnu hranu, osobito kao važan izvor dušika i fosfora. 
Važno je znati da biljka ne ovisi o ovakvoj prehrani, ona je autotrofna zelena biljka, kao i druge obične biljke, ima klorofil i asimilira. Može živjeti mjesecima i bez dodatne hrane životinjskog podrijetla. Nakon probave klopka se otvori, neprobavljene ostatke kukca ispere kiša ili otpuše vjetar i klopka je ponovo spremna na lov. Svaki list može nekoliko puta probaviti ulovljenu životinju i nakon toga se osuši. Iz podanka stalno rastu novi listovi. 

## Kućni uzgoj
Venerina muholovka najbolje raste u hladnom stakleniku, pod staklenim zvonom ili na prozoru; ljeti joj odgovara temperatura 23 – 30 Celzijevih stupnjeva, a zimi 2 – 12 Celzijevih stupnjeva. Biljci je obvezno potrebno barem 5 mjeseci hladnog zimskog vremena da bi preživjela. U koliko nema hladnog perioda biljka će uvenuti i to je gotovo uvijek razlog zbog kojeg venerine muholovke venu. Biljku preko zime treba staviti na hladno mjesto gdje nije potrebno puno svjetla i mora se paziti da temperatura ne padne ispod 2 Celzijeva stupnja. Budući da kao i sve karnivorne biljke, i venerina muholovka treba puno vlage u tlu i zraku, biljku treba obvezno držati u velikom podlošku u kojem uvijek mora biti 0,5 cm vode. Umjesto u loncu biljku se može uzgajati u većoj staklenoj posudi ili terariju. U tom slučaju na dno treba staviti sloj silicijskog pijeska (6 cm) i na to sloj mješavine treseta u koji se biljka posadi. Biljku se ne smije saditi u običnu zemlju za cvijeće. 
Za polijevanje se mora upotrebljavati čista kišnica (iako u današnje vrijeme, zbog zagađenog zraka, kišnica nije preporučljiva) ili destilirana voda. Ne smije se upotrebljavati običnu vodu iz slavine jer ona sadrži vapnenac koji će neutralizirati kiselost treseta. Venerina muholovka može rasti samo u kiselom tlu bez minerala, pa će vrlo brzo uginuti ako je se polijeva običnom vodom. Biljka se isključivo zalijeva u posudicu ispod tegle koja uvijek mora imati barem 0,5 cm vode. Ako je biljka u terariju, onda treba paziti da sloj pijeska na dnu bude uvijek u vodi, tako da treset bude u dodiru s vodom i uvijek vlažan. Ljeti je naročito važno više puta dnevno poprskati biljke ručnom prskalicom. 